# Speyeria clemencei
Speyeria clemencei är en fjärilsart som beskrevs av Comstock 1925. Speyeria clemencei ingår i släktet Speyeria och familjen praktfjärilar. Inga underarter finns listade i Catalogue of Life.